# Olaf Zinke
Olaf Zinke (Bad Muskau, RDA, 9 de octubre de 1966) es un deportista alemán que compitió en patinaje de velocidad sobre hielo. 
Participó en dos Juegos Olímpicos de Invierno, en los años 1992 y 1994, obteniendo una medalla de oro en Albertville 1992, en la prueba de 1000 m.

## Palmarés internacional
| Juegos Olímpicos | Juegos Olímpicos      | Juegos Olímpicos | Juegos Olímpicos |
| Año              | Lugar                 | Medalla          | Prueba           |
| ---------------- | --------------------- | ---------------- | ---------------- |
| 1992             | Albertville (Francia) | Medalla de oro   | 1000 m           |